# Satélite de Coleta de Dados 3
O Satélite de Coleta de Dados 3 ou SCD-3 é um satélite de coleta de dados brasileiro, que será totalmente planejado, construído e qualificado no Brasil. Porém, atualmente este satélite encontra-se aparentemente cancelado.

## Características
O SCD 3 possui um novo design, sendo diferente dos seus antecessores, que era para ser lançado em uma órbita mais alta para ampliar a área coberta pelo satélite. Ele tem uma massa de 285 kg.
O satélite, foi projetado para uma órbita circular equatorial a uma altura de 1100 Km, que permitirá, do ponto de vista de coleta de dados, uma varredura territorial complementar a dos demais satélites SCD e a dos satélites CBERS, além de propiciar a ampliação da capacidade de recepção e transmissão de dados. Adicionalmente, deverá promover também um experimento de comunicação de voz e dados.